# Живојин О. Дачић
Живојин О. Дачић (Баточина, 6. јун 1874 – Београд, 24. мај 1920) био је српски књижевник.

## Биографија
Основну школу и Гимназију је завршио у Крагујевцу. Дипломирао је на историјско-филолошком одсеку Велике школе 1896. године. Био је писар при Министарству просвете и директор Државне штампарије. био је власник и уредник Народних новина и Нове Искре. Био је члан управе Српске књижевне задруге и Српског књижевног друштва.

## Дела
- Сиротан - приповетка из сеоског живота (1892)
- Српски и хрватски листови у 1894. год (1894)
- Одабране српске народне песме (1900)
- У слободним часовима - књига за младеж (1900)
- Дете у породици и у школи (1902)
- 30. новембар 1906 - спомени из прошлости (1906)
- Београд у служби туђину - говори (1907)
- Наше земљорадничке задруге и рад на просвећивању (1908)
- Земљорадничка задруга у селу Радичеву (1908)
- Зло и добро у нашем народу - приче (1909)
- Земљорадничке задруге треба да имају своје књижнице и читаонице - предавање (1909)
- С Брегалнице и Вардара - белешке из последње рата (1913)
- Како моји живе - приче (1913)
- Да нам буде боље - читанка за народ (1914)[2]